# Svir
Svir (rusky Свирь, finsky Syväri, estonsky Sviri) je řeka v severovýchodní části Leningradské oblasti v Rusku. Je 224 km dlouhá. Rozloha povodí (včetně povodí Oněžského jezera) je 84 000 km².

## Průběh toku
Odtéká z Oněžského jezera a ústí do Ladožského jezera. Celkový spád je okolo 28 m.

## Vodní režim
Průtok je regulován Oněžským jezerem, Hornosvirskou hydroelektrárnou (vytváří Ivinskou vodní nádrž 116 km²) a Dolnosvirskou hydroelektrárnou. Průměrný průtok vody je přibližně 790 m³/s. Zamrzá v listopadu až v prosinci (někdy až v lednu) a rozmrzá ve druhé polovině dubna až první polovině května.

## Přítoky
Hlavní přítoky jsou Vozněsenje, Podporožje, Lodejnoje Pole a Svirica.

## Využití
Řeka je součástí Bělomořsko-baltské vodní cesty a Volžsko-baltské vodní cesty.